# Ready Player One

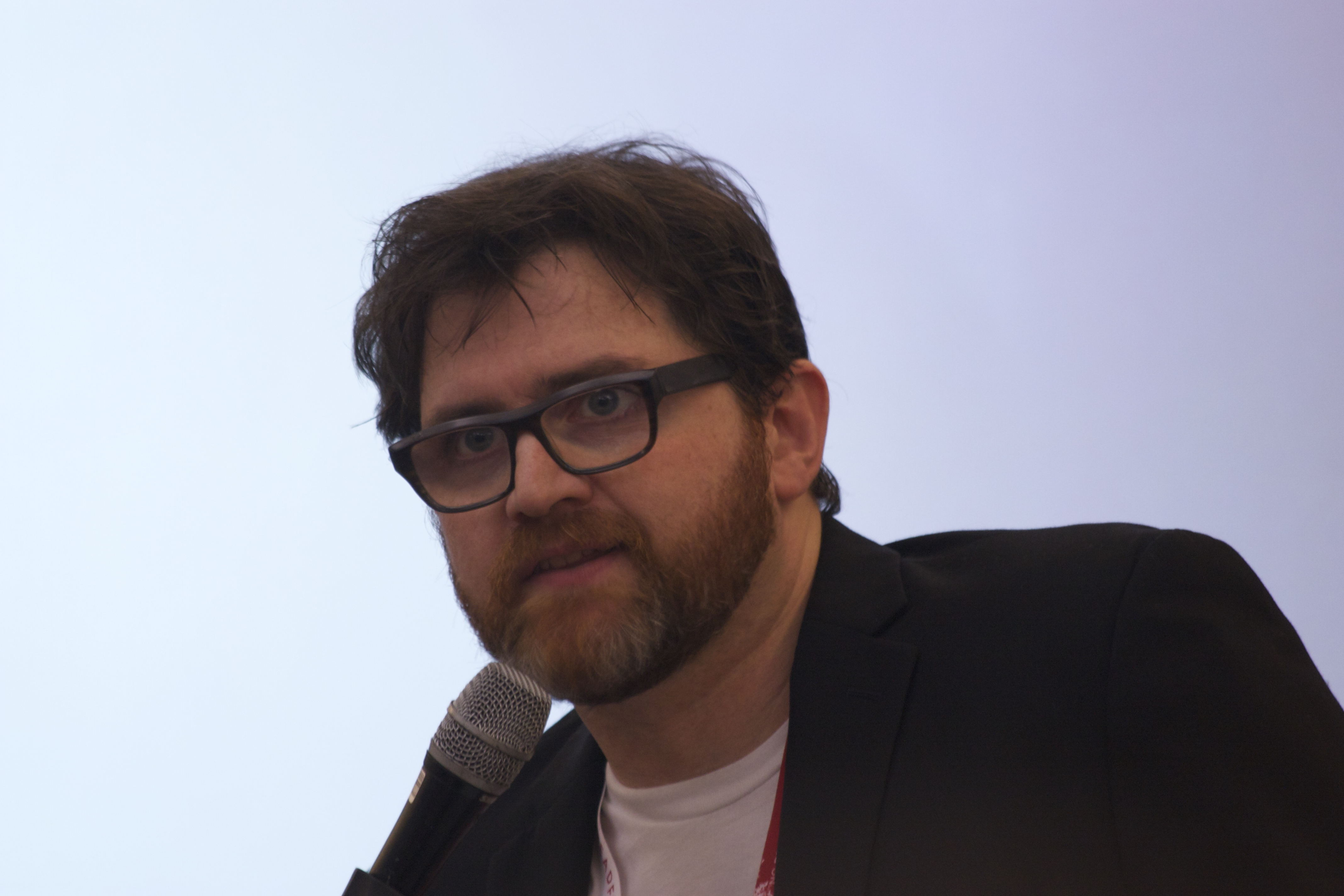
Ernie Cline en 2015.

Ready Player One es una novela de ciencia ficción escrita por el autor estadounidense Ernest Cline y cuya edición original en inglés fue publicada el 16 de agosto de 2011 por la editorial Crown Publishers (una filial de Random House). La edición en español fue publicada por primera vez en 2011 por Ediciones B. También se realizó una adaptación para el cine dirigida por Steven Spielberg, la cual se estrenó mundialmente el 30 de marzo de 2018. El libro fue un superventas de The New York Times.

## Argumento
En el año 2044 el mundo es un desastre. Las fuentes de energía están prácticamente agotadas, hay superpoblación y el precio del combustible está por las nubes. En medio de una enorme depresión económica a nivel mundial la mayoría de la gente subsiste como puede. Sin embargo, un videojuego de realidad virtual llamado OASIS proporciona la vía de escape que las personas necesitan. La gente dedica más tiempo al juego que a la vida real misma. El juego ofrece todas las posibilidades imaginables y cualquier cosa es posible, tanto jugar como trabajar.
El creador de OASIS es James Halliday, un enorme fan de la década de 1980, así como un fantástico programador de videojuegos que, junto a su compañero Ogden Morrow, ha amasado una inmensa fortuna gracias a su creación. Tras su muerte, se anuncia en un vídeo que en el juego se han escondido tres llaves (cobre, jade y cristal) y con estas, se logrará hallar un huevo de Pascua que otorgará al que lo encuentre toda la fortuna de Halliday y el control total de GSS (Gregarious Simulation System en inglés), la empresa propietaria de OASIS. Para eso, James Halliday creó un extenso documento conocido como “El almanaque de Anorak” (nombre sacado del personaje de Halliday en Dungeons & Dragons). Este documento tiene varios datos sobre la vida de Halliday, así como de sus películas, música, videojuegos y series de televisión favoritas.
Wade Watts es un joven huérfano que vive con su tía en un remolque ubicado en los arrabales de Oklahoma. Wade asiste en secreto al sistema de educación pública de OASIS, Ludus, y en sus ratos libres, bajo el apodo de Parzival, se dedica a intentar desentrañar el secreto de Halliday. A ese mismo cometido se dedican otros muchos usuarios de OASIS -entre ellos, Hache, el mejor amigo de Wade-, y que son conocidos popularmente como "gunters" (de egg hunter), aunque al no haberse encontrado ninguna pista nueva en cinco años, los gunters ya han sido tomados como burla. También busca el huevo de Pascua de Halliday la poderosa IOI (de Innovative Online Industries), una empresa proveedora de conexión a OASIS que quiere hacerse con el control de GSS para poder cobrar mensualmente por el acceso al mismo. 
Gracias a unas letras marcadas por todo el Almanaque de Anorak, Wade logra descubrir la primera pista hacia la llave de cobre, que reza: “La llave de cobre aguarda a los exploradores; en una tumba atestada de horrores; más mucho habéis de aprender; si esperáis permanecer; en las más altas puntuaciones”. Wade conecta esta información con el laberinto de Dungeons & Dragons llamado La tumba de los horrores, y luego de una exhaustiva búsqueda logra dar con el paradero del laberinto (una gran montaña en forma de calavera) en el planeta Ludus. Dentro del laberinto, Wade se enfrenta a varios obstáculos, al mismo tiempo que consigue varios “créditos” (monedas de OASIS) y armas mágicas -cosas que le ayudan a subir de nivel a su avatar-, hasta que llega con el semiliche Acererak, con el que se enfrenta en 3 partidas del juego arcade Joust. Al derrotarlo, Wade consigue la llave de cobre, donde se encuentra en uno de los lados la pista la Puerta de Cobre, pero antes de poder leerla se encuentra a Art3mis, una gunter bloguera que Wade seguía. Ella le revela que ya había descifrado la pista semanas atrás, pero que aún no había logrado ganarle a Acererak. Wade intenta mentirle, pero Art3mis descubre que él había conseguido la llave gracias al marcador de puntuación, lo que causa que se enoje y le prometa a Wade que le ganará la próxima vez.
Luego de salir del laberinto, Wade revisa la pista, que reza: “Lo que buscas se encuentra escondido en la basura del nivel más profundo de Daggorath”. Gracias a esta pista, Wade conecta la palabra “basura” con  la computadora TRS-80, la primera de Halliday, por lo que este se dirige hacia una recreación de la ciudad de Middletown, lugar donde Halliday pasó gran parte de su juventud. Al llegar a una de las recreaciones de la casa de Halliday, Wade juega una partida de Dungeons of Daggorath (Un juego de acción en primera persona). Cuando termina la partida, se abre una puerta enfrente de Wade que lo envía hacia una recreación de la película de 1983 Juegos de guerra, donde Wade interpreta al personaje principal. Wade logra completar toda la película y consigue la pista hacia la llave de Jade, que reza: “Oculta la llave de Jade el capitán; en una morada vieja y decadente; pero el silbato solo podrás hacer sonar; cuando todos los trofeos recolectes”.
Wade no logra descifrar la pista hasta casi un año después de haber encontrado la llave de cobre. En ese tiempo, Art3mis y Hache lograron conseguir la llave de cobre y “franquear” la primera puerta, aunque este último con un poco de ayuda de Wade. También, un gunter compañero de Hache llamado I-R0k intenta persuadir a este y a Wade para que le entregaran información sobre la llave de cobre, pero estos se niegan, a lo que I-R0k filtra información de los dos sobre sus estudios en Ludus, y gracias a esta información dos gunters japoneses llamados Daito y Shoto consiguen la primera llave y la primera puerta juntos. Al ganar tanta fama por ser el primero en encontrar la llave de cobre, Parzival atrae a varias empresas que quieren lucrar con su imagen en comerciales, pero también alerta a la corporación IOI, los cuales invitan a Wade a una reunión privada en OASIS. En esta reunión, Nolan Sorrento (Jefe de Operaciones de IOI) intenta persuadir a Wade para que este les ayude a encontrar la llave de cobre y el huevo de Pascua, pero este se niega rotundamente y se burla de IOI, a lo que Sorrento le revela que sabe su identidad gracias a las filtraciones de I-R0k y lo amenaza con explotar una bomba en la caravana donde vive. A pesar de la amenaza, Wade se niega creyendo que es un engaño, pero poco después la torre de caravanas donde vivía Wade explota, lo que causa una caída en cadena de varias torres y la muerte de mucha gente. Por suerte, Wade sobrevive debido a que estaba en su escondite (una camioneta enterrada entre varios otros coches y llantas de estos) y le advierte a Hache, Art3mis, Daito y Shoto de los peligros de IOI. 
Luego del incidente, Wade se muda a otra ciudad gracias al dinero que ganó por los comerciales y crea la identidad falsa de Bryce Lynch. Art3mis y Wade comienzan a entablar una profunda e íntima amistad, lo que conlleva a que este último sienta sentimientos por ella, pero termina descuidando su amistad con Hache. Mientras, IOI descubre el paradero de la primera llave y puerta, por lo que ponen una barrera para impedir la entrada a otros gunters, pero estos logran destruirla y entrar.  Art3mis y Wade son invitados a una fiesta de Ogden Morrow, ex socio de Halliday, en el lujoso planeta Neonoir y en medio de la fiesta, Wade le revela sus sentimientos a Art3mis, pero una invasión de IOI ataca al planeta, aunque son fácilmente derrotados por Morrow. Art3mis decide cortar relaciones con Wade hasta terminar la cacería, por lo que Wade decide ponerse más serio en el tema. 
Al principio, Wade cree que la llave de jade se encuentra oculta en un planeta llamado Archaide, donde se encuentran exhibidos los trofeos que Halliday consiguió a lo largo de su vida. A pesar de no encontrar pista alguna, Wade termina jugando una partida perfecta de Pac-Man, consiguiendo una moneda de 25 centavos. Tiempo después, Artemis encuentra la llave de Jade y destrona a Wade, lo que deja impactado a este último. Hache consigue segundo la llave de Jade y le ayuda a Wade revelándole que la “morada vieja y decadente” es una referencia al juego interactivo de 1977 llamado Zork, saldando su deuda con Wade por haberlo ayudado en la llave de cobre. Wade juega una recreación de Zork en el planeta Frobozz y encuentra el silbato de juguete del cereal Cap'n Crunch, el cual debe hacerlo sonar a 2.600 Hz, en referencia al famoso truco de John Draper. Al conseguir la llave de Jade, la cual estaba envuelta en papel plateado, Wade encuentra la siguiente pista a la Puerta de Jade, la cual reza: “El examen aprueba y prosigue la prueba”. Wade logra escapar del planeta Frobozz antes de ser atrapado por IOI, quienes ya habían descubierto la ubicación de la llave gracias a la “Tablilla de Fyndoro” (artefacto que otorga a su dueño la capacidad de saber donde se encuentra un jugador solo escribiendo su nombre). Los otros gunters también descubren la ubicación de la llave, lo que causa una guerra entre ambos bandos. En medio de esta batalla, Shoto le revela a Wade que IOI asesinó en la vida real a Daito (que en la vida real se llamaba Toshiro Yoshiaki) lanzándolo desde el balcón de su apartamento. En su testamento, Daito le deja la cápsula de Ultraman a Wade, la cual consiguió en una misión ambientada en ese anime. 
Poco después de conseguir la llave de Jade, Nolan Sorrento logra encontrar la Puerta de Jade y la Llave de Cristal, posicionándose en primer lugar y preocupando a Wade y a los demás, aunque este último logra descifrar y conectar la pista de la Puerta de Jade al Test Voight-Kampff de la película Blade Runner. Wade se dirige a una de las recreaciones del lugar, donde juega Black Tiger de Capcom y consigue al robot Leopardon de la serie japonesa Supaidaman (una copia japonesa de Spider-Man), de la cual Wade es fan. Wade también consigue descifrar la pista hacia la Llave de Cristal, la cual lo lleva hacia el planeta Syrinx, basado en el álbum 2112 de la banda Rush. Ahí, Wade encuentra detrás de una cascada una guitarra eléctrica Gibson Les Paul, con la cual toca la primera parte de la canción Discovery del mismo álbum, revelando una pista oculta que le advierte que la última puerta no se puede abrir solo. Wade lleva la guitarra a un altar en el templo de Syrinx, consiguiendo la llave de Cristal. Esta última llave solo lleva una “A” escrita con una tipografía que Wade rápidamente conecta con Anorak, el avatar de Halliday. Gracias a esto, Wade sabe que la Puerta de Cristal y el huevo de Pascua se encuentran en el Castillo de Anorak, ubicado en el planeta Chthonia. Al llegar, Wade se da cuenta de que todo el castillo está cubierto por una gigantesca barrera circular creada por el “Orbe de Osuvox” (un artefacto mágico nivel 99 que solo puede ser desactivado por el mismo que lo activó). Wade también se da cuenta de que varios gunters se encuentran afuera de la barrera intentando destruirla en vano. 
Wade decide idear un peligroso plan para desactivar el Orbe de Osuvox y acabar con IOI de una vez. Antes de cometerlo, le envía e-mails a Hache, Art3mis y Shoto con las instrucciones para encontrar la Puerta de Jade y la Llave de Cristal. Wade cambia su estado económico en su identidad falsa para así ser encarcelado por IOI y obligado a hacer trabajo forzoso en la compañía para saldar su deuda.

## Personajes
- Wade Owen Watts / Parzival: Protagonista de la novela.
- Samantha Evelyn Cook / Art3mis: Gunter y celebridad menor en OASIS debido a su blog.
- James Halliday / Anorak: Creador de OASIS; su muerte pone en marcha el concurso que detona toda la trama.
- Nolan Sorrento / IOI-#655321: Líder de los Sixers, una división de IOI.
- Ogden "Og" Morrow / Curador (Curator en la versión original): Cofundador de Gregarious Simulation Systems y mejor amigo de Halliday a pesar de estar distanciados en el momento de su muerte.
- Helen Harris / Hache (Aech en la versión original): Gunter, mejor amigo de Parzival.
- Toshiro Yoshiaki / Daito y Akihide Karatsu / Shoto: Gunters de Japón.

## Adaptaciones
El estudio cinematográfico Warner Bros se hizo con los derechos de la novela antes incluso de que esta estuviera terminada. La adaptación cinematográfica, inicialmente prevista para 2012, fue finalmente llevada a cabo por Steven Spielberg y estrenada el 29 de marzo de 2018.